# 立川志ら門
立川 志ら門（たてかわ しらもん、1984年7月24日 - ）は、落語立川流に所属する落語家。立川志らく15番目の弟子。落語家で唯一のトミー・ジョン手術経験者。

## 来歴
- 1984年（昭和59年）7月24日、愛媛県大洲市大洲中町1丁目『ラブ美容室』3人兄弟の末っ子として産まれる[1]。
- 1990年代夏、2代目桂枝雀の公演を観に行き、落語に興味を持つようになる[1]。
- 2000年（平成12年）、帝京第五高等学校、入学（野球特待）[1]。
- 2003年（平成15年）、作新学院大学人間文化学部に入学（野球推薦）[1]。大学1年の時に右肘故障により、トミー・ジョン手術を受ける[2]。
- 2007年（平成19年）、ドリマックス・テレビジョン入社。多数のテレビドラマ、ドキュメンタリー番組を制作[1]。
- 2011年（平成23年）3月11日、東日本大震災で本当に人生はいつ終わるか分からない。人生一度きりだと思い本当にやりたかったことは何なのかを考えるようになる[1]。
- 2013年（平成25年）1月、落語芸術協会の11代目 桂 文治に弟子入り。桂しゃも治として、前座修行を始める。

当初は桂米助に入門志願するが断られ、文治を紹介される。前座名のしゃも治は米助の名物番組が由来。
しかし、師匠に内緒で行った早朝野球で右膝を骨折。師匠から自宅謹慎処分を命じられる。足も治りようやく歩けるようになった矢先、パチンコ屋に入って同じく師匠もそのパチンコ屋に居合わせて、破門される。それでもまだ、落語をやりたいと協会を変える。
- 2014年（平成26年）6月、立川志らくに再入門。「志ら門」となる。立川志らくの「志ら」と破門の「門」で立川志ら門となる[1]。
- 2018年（平成30年）
  - 8月29日、志らくと前の師匠、桂文治を呼んで昇進披露落語会を行う[1]。
  - 9月1日、二ツ目に昇進[1]。
- 2019年（令和元年）
  - 5月、師匠の志らくが主宰する劇団の稽古に一門の弟子たちが一度も見学に来なかったことから「弟子が師匠に対して興味がないのなら弟子である必要はありません」との理由で、志らく門下の二つ目7人全員が前座に降格となった。ただし、いずれも期限を決めた上での前座再修行としている[1][3]。
  - 8月3日、地元での昇進披露の会で1日限定の二ツ目復帰[1]。
- 2020年（令和2年）1月1日、立川志ら鈴とともに二ツ目に復帰[1][4]。
- 2021年（令和3年）11月から12月にかけて、ご当地温泉プロジェクトに参加。全5カ所で行われたプロジェクトのうち、3つに参加し、小野川温泉「蛍のリレー」（ナツノカモ作）、赤倉温泉「馬の文」（立川こしら作）、芦ノ牧温泉「蚤虱」（桂竹千代作）を口演した。ご当地温泉プロジェクトは、立川こしらなどの落語家4-5人と、落語作家、写真家などで一座を組み、東北地方の温泉地に4日間滞在。その間の見聞をもとにその地にまつわる新作落語を創作し、最終日に口演する企画。
- 2021年（令和3年）、12月13日までのご当地温泉プロジェクト「芦ノ牧温泉」を終え、帰京直後に、ものもらい（めばちこ・めいぼ・麦粒腫）を患った。
- 2024年（令和6年）7月13日、立川志ら門10周年記念落語会を立川志らく・桂文治をゲストになかのZERO小ホールで開催する
- 2024年（令和6年）、立川志ら門10周年9ヶ所全国ツアー開催（大阪・熊本・福岡・愛媛・栃木・東京・北海道・名古屋・鹿児島 開催）
- 2025年（令和7年）、神保町らくごカフェにて奇数月開催落語会始動

## 人物
小学校からプロ野球選手になることを夢見ていたが、断念している。
乳幼児の際ミルク性中耳炎になり人工鼓膜への手術を受け、少し耳に障害が残っているが生活に支障は無い。
自分の障害や、プライベートは手話カフェなど、ろうの方との繋がりから手話を勉強し手話の基礎コース合格。
中学校教諭一種免許状（国語）、高等学校教諭一種免許状（国語）、特別支援学校教諭一種免許状。
趣味と特技は、野球、手話、体力、子育て、自転車、ドローン、映像編集。二児の父。

## 略歴
- 1984年7月24日、愛媛県大洲市に産まれる。
- 2013年、11代目桂文治に入門。前座名は「しゃも治」。
- 2014年、立川志らくに再入門。「志ら門」となる（※ 前述も参照のこと）

## メディア出演

### 出演作品・音源協力
- 2009年、映画『かさぶた姫』(三城真一監督)[1]
- 2015年、テレビ朝日ドラマ『ザ・ドライバー』（音源協力）[1]
- 2016年、短編映画『空っぽの渦』(湯浅典子監督)[1]
- 2017年、TBSドラマ『リバース』[1]
- 2018年、Amazonドラマ『日本をゆっくり走ってみたよ』（音源協力）[1]
- 2018年、南海放送ドキュメンタリー『立川志ら門二ツ目昇進に密着』[1]
- 2018年、フジテレビドラマ『限界団地』（音源協力）[1]
- 2018年、映画『億男』(大友啓史監督)[1]
- 2019年1月27日、『新婚さんいらっしゃい!』[1]
- 2019年2月13日、『夕やけミッドナイト寄席』[1]
- 2019年4月 - 2020年3月、フジテレビ『四季彩キッチン』ナレーション担当[1]
- 2020年3月 - 2022年5月、『大喜利セーフ22』（Youtube、月水金22:30頃からLIVE配信）
- 2022年6月 - 、『クイズバラエティ！？【立川志ら門の知らんことばかり】』（YouTube、月22:30頃からLIVE配信）[1]
- 2023年11月、スカパー!『寄席チャンネル』(そば清／唐茄子屋政談)[1]
- 2024年2月24日、NHKラジオ『NEXT名人寄席』[1]
- 2024年4月 - 、FM対馬『立川志ら門の知らんことばかり』[1]

## テレビ番組制作会社所属時代の制作番組

### ドラマ
- 肩ごしの恋人[1]
- あんどーなつ[1]
- 東京少女[1]
- 恋する日曜日[1]
- ケータイ刑事 銭形海[1]
- となりの芝生[1]
- 遺品の声を聴く男[1]
- RESCUE〜特別高度救助隊[1]
- 99年の愛〜JAPANESE AMERICANS〜[1]
- 美男ですね[1]
- 眠れる森の熟女[1]

### ドキュメンタリー・情報
- バース・デイ[1]
- スボーツ人間交差点～光と影～[1]
- おしゃコレ！サンデーブレイク[1]
- パ・リーグマニア[1]

など